# Andreu Solsona i Planas
Andreu Solsona i Planas   (Badalona, 11 de novembre de 1946 - Badalona, 24 de maig de 2018) va ser un actor, gestor cultural i activista català. Va ser membre de la companyia de teatre Els Joglars i empresonat per la representació de l'obra La Torna, juntament amb altres companys, mentre la resta van marxar a l'exili. Posteriorment va ser director del teatre Zona Nord de Ciutat Meridiana i del Zorrilla de Badalona, i va treballar també a l'Associació d'Actors i Directors Professionals de Catalunya, modernitzant i dirigint la revista Entreacte.

## Biografia
Va néixer a Badalona l'11 de novembre de 1946.
Va pertànyer a la companyia teatral Els Joglars. Va participar en la representació de La Torna el 1977, una obra crítica amb el cas de Salvador Puig i Antich, condemnat a mort el 1973 per la dictadura franquista en un consell de guerra, però basant-se en el cas de Heinz Ches, un delinqüent comú d'origen polonès que va ser executat el mateix dia per treure ferro al cas de Puig. Aquesta obra va provocar els membres de la companyia, inclòs Solsona, fossin processats en un consell de guerra per injúries a l'exèrcit espanyol. Quatre van ser condemnats: Gabriel Renom, Arnau Viladerbó, Myriam de Maeztu i el mateix Solsona, i enviat a la presó Model de Barcelona. La resta, Albert Boadella, Ferran Rañé i Elisa Creuhet, havien fugit abans a França per evitar la justícia. La condemna dels actors va provocar una gran mobilització social i del món de la cultura en defensa de la llibertat d'expressió, que va popularitzar el conegut cartell amb una careta teatral amb una franja vermella a la boca. Posteriorment, Andreu Solsona i la resta de membres van denunciar Albert Boadella per apropiar-se de l'autoria de l'obra, que la consideraven conjunta, però la justícia va donar la raó a Boadella.
En la seva trajectòria professional també va ser gestor cultural. Va ser el director del teatre Zona Nord del barri de Ciutat Meridiana de 1989 a 1999. El darrer any va ser nomenat director del Teatre Zorrilla de Badalona, recentment inaugurat, fins a 2005, una etapa molt fructífera per al teatre badaloní. Va renunciar al càrrec quan ja no va sentir seu el projecte teatral de l'espai. També va treballar a la secció de publicacions de l'Associació d'Actors i Directors Professionals de Catalunya modernitzant la revista Entreacte, de la qual va ser director.
Així mateix, Solsona va ser un conegut activista social i cultural, treballant des de molts sectors, especialment en defensa de la llibertat i de la llengua catalana. Es va fer molt conegut a la seva ciutat natal.
Juntament amb Ferran Rañé, el 2017 va cedir al Centre de Documentació i Museu de les Arts Escèniques de l'Institut del Teatre una col·lecció de premsa de 1977 a 1999 sobre el muntatge La Torna, que havien dut a terme en la seva època dels Joglars.
Va morir a la seva casa de Badalona el 24 de maig de 2018 a causa d'un càncer.

## Homenatges
El premi de teatre breu organitzat originalment per l'Associació d'Amics del Teatre Zorilla de Badalona i després part del Premis Literaris Ciutat de Badalona actualment porten el seu nom en homenatge.
El maig de 2023 es va fer un acte d'homenatge a Solsona en el cinquè aniversari de la seva mort al Centre Tradicionàrius de Gràcia, que va congregar diverses personalitats i es va fer un recorregut per la seva trajectòria professional i personal.